# Paradeisl

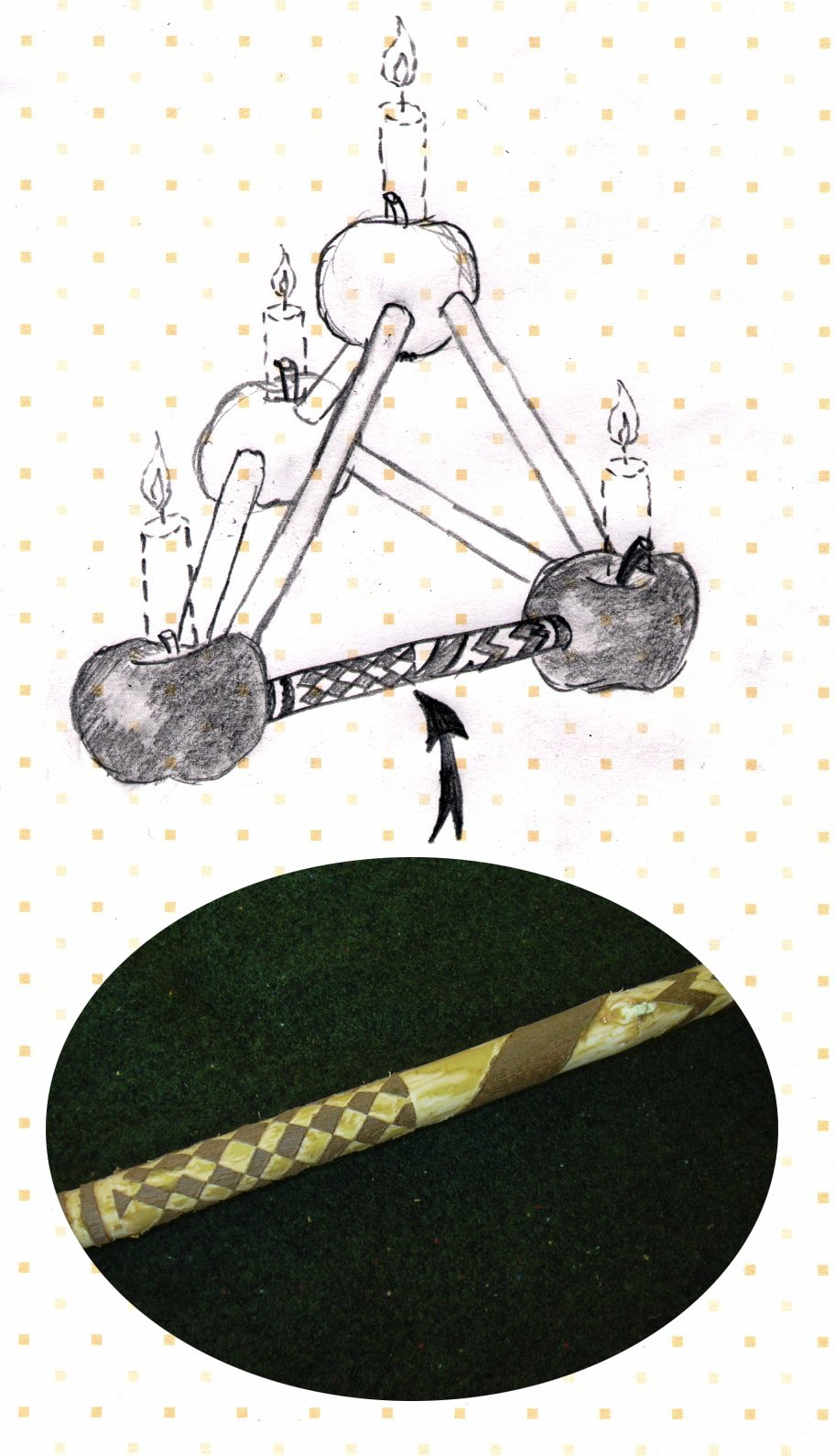
Paradeisl plní stejnou funkci jako adventníní věnec. Jsou zde umístěny čtyři svíčky a každou adventní neděli je rozsvícena jedna svíčka

Paradeisl nebo také Paradeiser, Paradeiserl nebo Klausbaum je adventní a vánoční dekorace, která slouží jako ozdoba svátečního stolu a při modlitbách. Dekorace je používána především v Rakousku a Německu. Paradeisl je považován za předchůdce adventního věnce. Konstrukce bývají umístěny na talíři. Tradice používání paradeislu jsou v Německu v 21. století obnovovány.

## Historie
„Paradeisl” je někdy v Bavorsku považován za katolickou verzi protestantského adventního věnce. Tradice adventních věnců byla totiž založena protestantským knězem, stejně jako byl vánoční stromek zřejmě původně používán při slavení svátků protestanty. U paradeislu je původ nejistý. Jisté je, že zatímco protestantská šlechtična, manželka poddanými velmi oblíbeného „krále Maxe“ (Maxmilián IV. Josef) na přelomu 18. a 19. století slavila Vánoce s rodinou u vánočního stromku, méně urození Bavoři používali paradaisl. Katolická církev té doby odsuzuje vánoční stromek, stejně jako adventní věnec jako pohanský zvyk.

## Význam

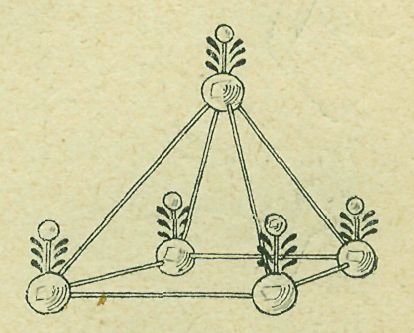
Ozdoba používaná v lidové tradici Českých zemích.

Termín Paradeisl pochází z výrazu pro "ráj", rajskou zahradu. Strom ověšený jablky „rajský strom“ byl součástí středověkých liturgických představení a jablko symbolizuje strom poznání dobrého a zlého a svíčky mají podobně jako u adventního věnce představovat „světlo světa“, Ježíše Krista. Divadelní představení s náboženskými motivy byly oblíbené zejména v období baroka, kdy byly také součástí náboženských tradic. Byly ale předváděny i v soukromých domech, což je spojováno s šířením dekorace.

## Popis
Konstrukci trojúhelníkovitého půdorysu z jedlových větví nebo zimostrázu spojovala jablka, která tvořila čtyři vrcholy konstrukce. Jablka musela být červená nebo alespoň s červeným líčkem. V každém jablku byla umístěna svíčka na místě stopky, která byla vyříznuta. Paradaisl mohl být také zdoben sušeným ovocem, cukrovím, například nebo vyřezáván. Konstrukce (větve) byla omotávána červenými a zlatými stuhami. Dekorace mohla být zdobena vánočním cukrovím, ořechy a plátky jablek, nebo větve mohly být vyřezávány. Jako ozdoby pod konstrukci mohly být použity tyto plody a pečivo, nebo větve borovice.
Většinou byly použity tři červené svíčky a růžová. Doporučeny byly také tři fialové a jedna růžová svíčka. Každou neděli byla zapálena svíčka, na třetí neděli adventní růžová svíčka, což odpovídá liturgickou barvou neděli Gaudete (latinsky: „Raduj se“). Na čtvrtou neděli adventní svítí i svíčka na nejvyšším vrcholu konstrukce.